# Krefelder Straße 726 (Mönchengladbach)

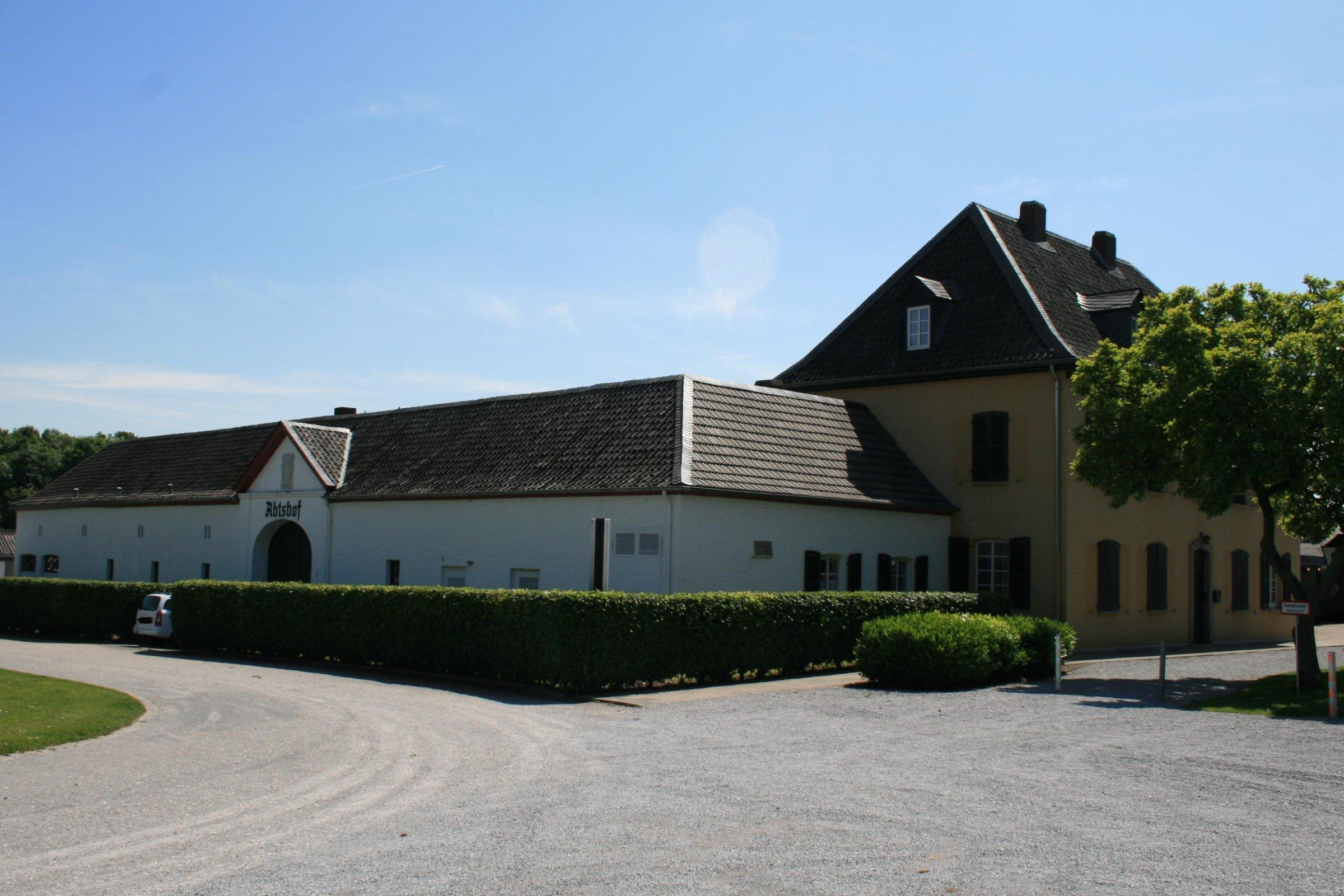
Hofanlage (2010)

Die Hofanlage Krefelder Straße 726 steht in Mönchengladbach (Nordrhein-Westfalen) im Stadtteil Flughafen.
Das Gebäude wurde 1792 erbaut. Es wurde unter Nr. K 020 am 10. Dezember 1985 in die Denkmalliste der Stadt Mönchengladbach eingetragen.

## Architektur
Große, axialsymmetrisch geordnete Vierflügelanlage aus geschlämmtem Backstein, ehemaliges Tafelgut des Mönchengladbacher Abtes, dem im Wohnhaus das Prälatenzimmer zur Verfügung stand. Errichtet gegen Ende des 18. Jahrhunderts, am Haus ursprünglich Maueranker mit der Jahreszahl 1792. Nach schweren Kriegszerstörungen über altem Grundriss, jedoch unter weitgehender Erneuerung der originalen Bausubstanz z. T. verändert wieder aufgebaut.
Frühe Backsteinhofanlage in für das 18. Jahrhundert charakteristischer Formensprache, die durch Materialwahl, Gebäudegruppierung, symmetrische Fassadenbildung und repräsentative Toreinfahrt im Sinne eines Herrensitzes aufgewertet ist. Im Mönchengladbacher Stadtgebiet ohne unmittelbare Parallele. Trotz der bestandsmindernden Kriegszerstörungen blieben die wesentlichen Gestaltungsmerkmale beim Wiederaufbau gewahrt. Hohe siedlungs- und lokalgeschichtliche Bedeutung.